# Platyla
Die Gattung Platyla ist eine Gattung der Familie der Mulmnadeln (Aciculidae) aus der Ordnung der Architaenioglossa. Mit 25 rezenten und sechs fossilen Arten ist Platyla die artenreichste Gattung der Mulmnadeln; sie ist seit dem Bartonium (41,3 bis 38) (Paläogen) bekannt. Die rezente Art Platyla polita (Hartmann, 1840) ist seit dem Miozän bekannt; die rezenten Gehäuse dieser Art können von den fossilen nicht unterschieden werden.

## Merkmale
Die Gehäuse der Vertreter der Gattung Platyla variieren von 1,15 bis 5,6 mm in der Höhe und 0,4 bis 1,9 mm in der Breite (Dicke). Sie sind hochkonisch bis fast zylindrisch mit bis zu acht Umgängen. Sie sind immer mehr als doppelt so hoch wie breit. Sie sind glatt und glänzend mit wenigen vereinzelten Anwachsstreifen, nur Platyla lusitanica besitzt etwas deutlicher ausgebildete Anwachsstreifen. Eine Nahtkante ist vorhanden, jedoch unterschiedlich deutlich ausgebildet. Einige Arten besitzen einen Nackenwulst, dessen Form intraspezifisch sehr variabel ist. Er ist meist an der Basis des Gehäuses am kräftigsten ausgebildet.
Der durchscheinende, weißliche Körper ist im Verhältnis zum Gehäuse vergleichsweise klein, schlank und kurz. Der Kopf ist durch eine schräg zum Sohlenrand verlaufende Furche vom Nacken abgesetzt. Die Schnauze weit vorstreckbar. Die fadenförmigen Fühler sind lang und können komplett zurückgezogen werden. An der Basis der Fühler sitzen die Augen. Die Sohle ist durch eine schwächere und eine stärker ausgebildete Längsfurche vom Körper abgesetzt. Der Deckel auf dem hinteren Teil des Fußes ist recht groß und weist 2½ bis 2¾ Umgänge auf.
Die Tiere sind getrenntgeschlechtlich. Die vergleichsweise wenigen Eier, die von den Weibchen abgelegt werden, sind im Verhältnis zur Körpergröße sehr groß.

### Ähnliche Gattungen
Bei den Platyla-Arten sind die Gehäuse glatt. Die Gehäuse der anderen Gattungen der Mulmnadeln besitzen eine deutlich ausgeprägte Skulptur.

## Geographische Verbreitung, Vorkommen und Lebensweise
Die Arten der Gattung kommen von der Iberischen Halbinsel im Westen über Mitteleuropa, die Balkanhalbinsel bis in die westliche Ukraine und Kleinasien vor. Im Norden reicht das Areal bis Norddeutschland.
Die älteste bekannte Art der Gattung Platyla ist Platyla eocaena (Oppenheim, 1895) aus dem Bartonium (Eozän, Paläogen). Die Art ist außerdem die älteste Art der Familie der Mulmnadeln.

## Taxonomie und Systematik
Das Taxon wurde 1856 von Alfred Moquin-Tandon aufgestellt. Typusart ist Acme dupuyi Paladilhe, 1868 durch spätere Bestimmung durch Welter Schultes (2012). Ein jüngeres Synonym ist:
- Hyalacme P. Hesse 1917

Derzeit werden über 35 Arten zur Gattung Platyla gestellt:
- Platyla albanica Subai, 2012[4]
- Platyla alta (Clessin, 1911)
- Platyla banatica (Rossmässler, 1842)
- †Platyla callosa (O. Boettger, 1870), Burdigalium, Miozän
- Wulstige Mulmnadel (Platyla callostoma (Clessin, 1911))
- †Platyla callosiuscula (Andreae, 1904), Astaracium, Miozän[5]
- Platyla corpulenta Subai, 2009
- Platyla cryptomena (Folin & Bérillon, 1877)
- Platyla curtii (Wagner, 1912)
- Platyla dupuyi (Paladilhe, 1868)
- Platyla elisabethae (Pintér & Szigethy, 1973)
- †Platyla eocaena (Oppenheim, 1895), Bartonium, Eozän
- †Platyla falkneri Boeters, Gittenberger & Subai, 1989, Astaracium, Miozän[5]
- Platyla feheri Subai, 2009
- Platyla foliniana (Nevill, 1879)
- Zierliche Mulmnadel (Platyla gracilis (Clessin, 1877))
- Platyla jankowskiana (Jackiewicz, 1979)
- †Platyla klemmi (Schlickum & Strauch, 1972), Pliozän
- Platyla lusitanica (Holyoak & Seddon, 1985)
- Platyla maasseni Boeters, Gittenberger & Subai, 1989
- Platyla microspira (Pini, 1885)
- Platyla minutissima Boeters, Gittenberger & Subai, 1989
- Platyla oedogyra (Paladilhe, 1868) (= Platyla similis (Reinhardt, 1880) und Platyla perpusilla (Reinhardt, 1880), fide Egorov[6])
- Platyla orthostoma (Jackiewicz, 1979)
- Platyla peloponnesica Boeters, Gittenberger & Subai, 1989
- Platyla pezzolii Boeters, Gittenberger & Subai, 1989
- Platyla pinteri (Subai, 1976)
- Glatte Mulmnadel (Platyla polita (Hartmann, 1840))
  - Platyla polita polita (Hartmann, 1840)
  - Platyla polita regina (Subai, 1977)
- Platyla procax Boeters, Gittenberger & Subai, 1989
- Platyla sardoa Cianfanelli, Talenti, Bodon & Manganelli, 2000
- Platyla stussineri (Boettger, 1884)
- Platyla subdiaphana (Bivona, 1839)
- †Platyla subfusca (Flach, 1889), Chattium, Oligozän
- Platyla talentii Bodon & Cianfanelli, 2008
- Platyla turcica Boeters, Gittenberger & Subai, 1989
- Platyla wilhelmi (Wagner, 1910)

## Belege

### Online
- Animal Base: Genus taxon summary for Platyla